# Elezioni generali in Paraguay del 2023
Le elezioni generali in Paraguay del 2023 si tengono il 30 aprile per l'elezione della Presidenza e per il rinnovo del Congresso del paese (composto da Camera dei deputati e Senato).
Le elezioni hanno visto la vittoria di Santiago Peña, nonché del suo partito, già al governo del paese e di stampo conservatore.

## Sistema elettorale

### Presidenziali
Il Presidente del Paraguay è eletto in un unico turno di votazione secondo il sistema uninominale secco, altresì noto con l’anglicismo “First-past-the-post”.

### Parlamentari
Gli 80 membri della Camera dei Deputati sono eletti con un sistema proporzionale a lista chiusa in 18 circoscrizioni plurinominali in base alla grandezza dei dipartimenti.
I 45 membri del Senato, invece, sono eletti in un’unica circoscrizione nazionale con un sistema proporzionale a lista chiusa.

## Risultati

### Elezioni presidenziali
| Santiago Peña           | Partito Colorado                                                                                                | 1 292 079 | 43,94 |  |  |  |  |  |
| Efraín Alegre           | Concertazione Nazionale per un Nuovo Paraguay (PLRA - PPQ - PEN - PPH - PDP - PRF - MD - PPP - PDC - PFA - PdA) | 830 842   | 28,25 |  |  |  |  |  |
| Paraguayo Cubas         | Partito Crociata Nazionale                                                                                      | 692 663   | 23,55 |  |  |  |  |  |
| Euclides Acevedo        | Movimento Nuova Repubblica                                                                                      | 41 194    | 1,40  |  |  |  |  |  |
| José Luis Chilavert     | Partito della Gioventù                                                                                          | 24 284    | 0,83  |  |  |  |  |  |
| Luis Talavera           | Movimento Nazionale Unámonos                                                                                    | 17 346    | 0,59  |  |  |  |  |  |
| Jorge Humberto Gómez    | Unione Nazionale dei Cittadini Etici                                                                            | 12 072    | 0,41  |  |  |  |  |  |
| Juan Félix Romero       | Movimento Umanista e Solidale                                                                                   | 5 871     | 0,20  |  |  |  |  |  |
| Rosa Bogarín            | Partito Democratico Socialista Herederos                                                                        | 5 274     | 0,18  |  |  |  |  |  |
| Prudencio Burgos        | Partito Nazionale del Popolo 30A                                                                                | 5 262     | 0,18  |  |  |  |  |  |
| Alfredo Machuca         | Movimento Coordinatore Patriottico del Cittadino                                                                | 5 212     | 0,18  |  |  |  |  |  |
| Óscar Cañete            | Partito Verde del Paraguay                                                                                      | 4 855     | 0,17  |  |  |  |  |  |
| Aurelio Martínez Cabral | Únete Paraguay                                                                                                  | 3 897     | 0,13  |  |  |  |  |  |
| Totale                  | Totale | 2 940 851 | 100   |  |  |  |  |  |
|                         | |           |       |  |  |  |  |  |
| Schede bianche          | Schede bianche                                                                                                  | 68 242    | 2,26  |  |  |  |  |  |
| Schede nulle            | Schede nulle | 13 240    | 0,44  |  |  |  |  |  |
| Votanti                 | Votanti | 3 022 333 | 63,19 |  |  |  |  |  |
| Elettori                | Elettori | 4 782 940 |       |  |  |  |  |  |

| Santiago Peña           |  | 43,94% |
| Efraín Alegre           |  | 28,25% |
| Paraguayo Cubas         |  | 23,55% |
| Euclides Acevedo        |  | 1,40%  |
| José Luis Chilavert     |  | 0,83%  |
| Luis Talavera           |  | 0,59%  |
| Jorge Humberto Gómez    |  | 0,41%  |
| Juan Félix Romero       |  | 0,20%  |
| Rosa Bogarín            |  | 0,18%  |
| Prudencio Burgos        |  | 0,18%  |
| Alfredo Machuca         |  | 0,18%  |
| Óscar Cañete            |  | 0,17%  |
| Aurelio Martínez Cabral |  | 0,13%  |

### Elezioni parlamentari

#### Camera dei deputati
| Partito Colorado                                                                                    | 1 245 366 | 43,95 | 49 |  |  |  |
| Concertazione Nazionale per un Nuovo Paraguay (PLRA - PPH - PDP - PRF - MD - PPP - PDC - PFA - PdA) | 875 321   | 30,89 | 22 |  |  |  |
| Partito Crociata Nazionale                                                                          | 233 870   | 8,25  | 4  |  |  |  |
| Partito Patria Amata                                                                                | 100 994   | 3,56  | 1  |  |  |  |
| Partito Incontro Nazionale                                                                          | 83 186    | 2,94  | 2  |  |  |  |
| Io Credo                                                                                            | 66 481    | 2,35  | 2  |  |  |  |
| Unione Nazionale dei Cittadini Etici                                                                | 38 802    | 1,37  | –  |  |  |  |
| Fronte Guasú                                                                                        | 33 242    | 1,17  | –  |  |  |  |
| Altri <1,17%                                                                                        | 155 661   | 5,49  | –  |  |  |  |
| Totale                                                                                              | 2 833 283 | 100   | 80 |  |  |  |
| |           |       |    |  |  |  |
| Schede bianche                                                                                      | 160 285   | 5,33  |    |  |  |  |
| Schede nulle                                                                                        | 13 136    | 0,44  |    |  |  |  |
| Votanti                                                                                             | 3 006 704 | 62,86 |    |  |  |  |
| Elettori                                                                                            | 4 782 940 |       |    |  |  |  |

| Riepilogo dei seggi | Riepilogo dei seggi | Riepilogo dei seggi | Riepilogo dei seggi | Riepilogo dei seggi | Riepilogo dei seggi | Riepilogo dei seggi |
| ------------------- | ------------------- | ------------------- | ------------------- | ------------------- | ------------------- | ------------------- |
|                     |                     |                     |                     |                     |                     |                     |
| EN                  | 2                   |                     |                     | CNxNP               | 22                  |                     |
| YC                  | 2                   |                     |                     | PPQ                 | 1                   |                     |
| PC                  | 49                  |                     |                     | PCN                 | 4                   |                     |

#### Senato
| Partito Colorado                                                                          | 1 317 463 | 45,72 | 23 |  |  |  |
| Alleanza dei Senatori per la Patria (PLRA - PPH - PDP - PRF - MD - PPP - PDC - PFA - PdA) | 701 547   | 24,35 | 12 |  |  |  |
| Partito Crociata Nazionale                                                                | 331 657   | 11,51 | 5  |  |  |  |
| Partito Incontro Nazionale                                                                | 148 344   | 5,15  | 2  |  |  |  |
| Partito Patria Amata                                                                      | 72 373    | 2,51  | 1  |  |  |  |
| Fronte Guasú                                                                              | 60 714    | 2,11  | 1  |  |  |  |
| Io Credo                                                                                  | 56 446    | 1,96  | 1  |  |  |  |
| Movimento Nuova Repubblica                                                                | 44 755    | 1,55  | –  |  |  |  |
| Unione Nazionale dei Cittadini Etici                                                      | 30 385    | 1,05  | –  |  |  |  |
| Altri <1,05%                                                                              | 117 938   | 4,09  | –  |  |  |  |
| Totale                                                                                    | 2 881 622 | 100   | 45 |  |  |  |
|                                                                                           |           |       |    |  |  |  |
| Schede bianche                                                                            | 120 637   | 4,00  |    |  |  |  |
| Schede nulle                                                                              | 13 193    | 0,44  |    |  |  |  |
| Votanti                                                                                   | 3 015 452 | 63,05 |    |  |  |  |
| Elettori                                                                                  | 4 782 940 |       |    |  |  |  |

| Riepilogo dei seggi | Riepilogo dei seggi | Riepilogo dei seggi | Riepilogo dei seggi | Riepilogo dei seggi | Riepilogo dei seggi | Riepilogo dei seggi |
| ------------------- | ------------------- | ------------------- | ------------------- | ------------------- | ------------------- | ------------------- |
|                     |                     |                     |                     |                     |                     |                     |
| FG                  | 1                   |                     |                     | EN                  | 2                   |                     |
| AdSxP               | 12                  |                     |                     | YC                  | 1                   |                     |
| PPQ                 | 1                   |                     |                     | PC                  | 23                  |                     |
| PCN                 | 5                   |                     |                     |                     |                     |                     |